# Berbenno
Berbenno [beɾˈbɛnːo] (Berbèn [bɛɾˈbɛn] in dialetto bergamasco) è un comune italiano di 2 477 abitanti della provincia di Bergamo in Lombardia, situato in Valle Imagna.

## Origine del nome
Il titolo della località, tra i più antichi della valle Imagna, deriverebbe dalla voce ibero-ligure “barb, berb, verb” che significa pecora da latino “berbix”. Il nome avrebbe anche il significato di “barba, vello, pelo” Nei primi documenti è indicato come “berbeno”. Da tutto questo il significato sarebbe luogo di pecora. Il nome indica la presenza sul territorio fin dalla preistoria come luogo dove vi era la presenza di precari ripari sia per animali che per gli uomini. La sua esposizione a sud lo rende uno dei territori più antichi e ambiti di tutta la valle.

## Storia
Il paese vanta una storia antichissima. I primi resti di presenza umana infatti risalgono addirittura all'età del rame, come si evince dal recente ritrovamento di sepolture umane, comprendenti ossa e relativo arredo funebre, avvenuto nella grotta denominata Büs del cunì.
Si presume comunque che il territorio fosse abitato anche in epoca etrusca e dai Galli Cenomani, poco prima dell'arrivo dei Romani.
In tal senso si possono avanzare molteplici ipotesi circa l'origine del toponimo: una prima teoria vorrebbe far derivare il nome dall'etrusco, visto il suffisso -enno, mentre una seconda lo farebbe originare dal latino verbascum, del quale avrebbe mantenuto la prima parte verb. Tuttavia la più accreditata sembra quella che vedrebbe il nome discendere dal celtico Bere, ovvero montagna.
È comunque in epoca medievale che il paese comincia ad assumere una fisionomia ben precisa, tanto da essere citato in documenti ufficiali per la prima volta nell'anno 1187, quando viene sancita la gestione delle rendite di questi territori a favore della diocesi di Bergamo.
L'epoca medievale vide imperversare nella zona scontri cruenti, molto più che nelle altre zone della provincia bergamasca, tra guelfi e ghibellini. Questo per il fatto che la valle Imagna, prevalentemente guelfa, era in netta contrapposizione con l'attigua valle Brembilla, schierata con i ghibellini. Resta negli annali della storia la battaglia che le due fazioni ingaggiarono in località Ca' Pasano, fra i dirupi del torrente proprio dove ora sorgono costruzioni abusive sopra corsi d'acqua demaniali.
In tutta la zona sorsero numerose fortificazioni, e Berbenno non fu da meno, anche se queste costruzioni non sono arrivate fino ai giorni nostri. Comunque all'interno stesso del paese erano presenti esponenti delle due differenti fazioni, tra le quali si distinse il ghibellino Jacopo Gritti de' Locatelli.
I primi scontri videro prevalere i guelfi, tanto che i ghibellini chiesero aiuto ai Visconti, signori di Milano. Questi riuscirono a sconfiggere gli avversari e ad estendere il proprio dominio sulle valli della zona. Il modo con cui infierirono sugli avversari portò i guelfi a cercare più volte la vendetta con ulteriori uccisioni.
Dopo continui ribaltamenti di fronte il dominio dei Visconti e dei ghibellini fu definitivo, anche se il rancore guelfo dava spesso seguito a rivolte popolari, avvenute nella zona nel 1363, nel 1376 e nel 1407, e soffocate con le armi.
La situazione si rovesciò quando la zona passò sotto il controllo della repubblica di Venezia che, in contrapposizione con i Visconti, sosteneva lo schieramento guelfo. Seguirono distruzioni nei confronti dei possedimenti ghibellini, mentre i paesi guelfi ebbero un trattamento di favore come citato in documenti dell'epoca:
(Effemeridi di Padre Donato Calvi)
I secoli successivi videro pochi fatti di rilievo coinvolgere la piccola comunità che, forte del proprio isolamento, seguì le vicende del resto della provincia senza parteciparvi in modo diretto.

### Simboli
Lo stemma e il gonfalone sono stati concessi con decreto del presidente della Repubblica del 29 dicembre 1969.
Nello stemma sono rappresentate le due costruzioni più antiche del paese e di tutta la Valle Imagna: il campanile e la chiesa di San Pietro, risalenti al XII secolo.
Il gonfalone è un drappo di giallo.

## Monumenti e luoghi d'interesse
La chiesa parrocchiale, dedicata a sant'Antonio abate, edificata nel XVIII secolo in luogo di un precedente edificio di culto risalente al XV secolo, custodisce dipinti di Vincenzo Angelo Orelli, Mauro Picenardi, P. Ronzelli e G. Manzoni; un organo di produzione Serassi ed un crocifisso in legno, tuttora oggetto di venerazione popolare.
È inoltre presente la piccola chiesa di San Pietro, in stile romanico. Situata in località San Pietro (in dialetto locale "San Pìro"), venne edificata nel XIV secolo, e fu utilizzata per seppellire i defunti durante l'epidemia di peste del XVII secolo. Sempre in questa località vi sono le case che hanno mantenuto inalterato nel tempo il loro stile rurale. La tradizione vuole che il lunedì di Pasqua, gli abitanti del paese si rechino sulla cima di questa montagna, in prossimità della chiesa, e lascino rotolare nei prati sottostanti uova sode tinte di colori festosi (uova pasquali).
Un piccolo ponte a schiena d'asino, risalente al periodo medievale, permette il superamento del torrente Imagna e divide il comune di Barbenno dal vicino comune di Bedulita. La località di Ponte Giurino (Pugiurì in dialetto bergamasco) è oggi anche una frazione di 484 abitanti di Berbenno.
Nel comune di Berbenno si trova il monumento Naturale della Valle Brunone: un parco naturale istituito dalla Regione Lombardia per tentare di salvaguardare un sito di ritrovamento di fossili, minacciato dalla selvaggia antropizzazione e dalle opere in continua fase di realizzazione.
Dalla piccola chiesa della frazione Cà Passero proviene un crocifisso (conservato nella parrocchiale del paese) con le dita in parte mozzate. Venivano date agli emigranti della frazione che partivano per lavoro verso la Francia o la Svizzera.
Infine è presente, in località Ca' Bafeno, la vecchia pretura. Affrescata con dipinti d'epoca, possiede ancora la cosiddetta sala virgatoria, dove avvenivano le fustigazioni corporali.

## Società

### Evoluzione demografica
Abitanti censiti

## Amministrazione
| Periodo        | Periodo       | Primo cittadino       | Partito                                           | Carica  | Note |
| -------------- | ------------- | --------------------- | ------------------------------------------------- | ------- | ---- |
| 14 giugno 2004 | 7 giugno 2009 | Alessandro Pellegrini | Lista civica                                      | Sindaco |      |
| 8 giugno 2009  | in carica     | Claudio Salvi         | Lista civica "Per Berbenno Claudio Salvi sindaco" | Sindaco |      |

### Gemellaggi
- Saint-Laurent-du-Pont, dal 1985[senza fonte]